# تاريخ بكين

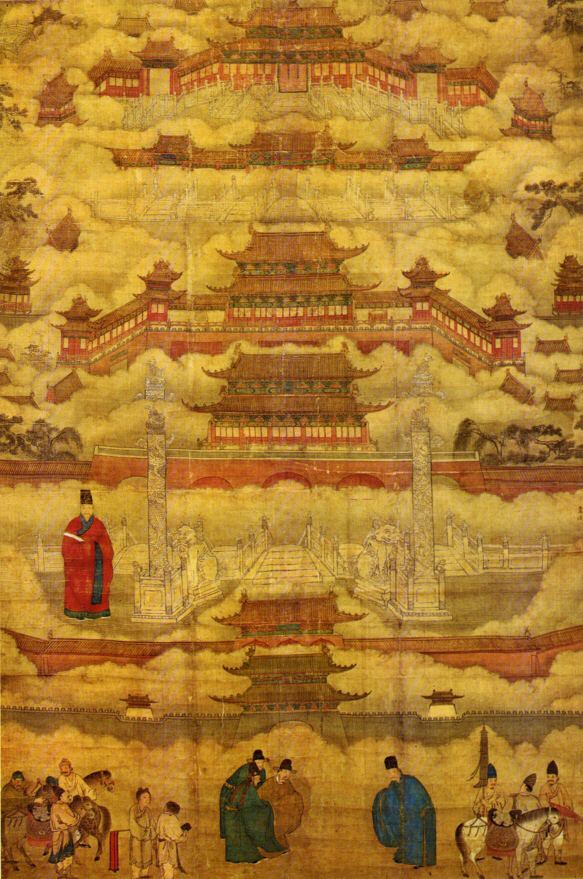

 لمدينة بكين تاريخ طويل وحافل يعود إلى أكثر من 3000 عام. قبل توحيد الصين على يد الإمبراطور الأول عام 221 قبل الميلاد، كانت بكين عاصمة دولتي جي ويان القديمتين لقرون من الزمن. خلال الألفية الأولى من الحكم الإمبراطوري، كانت بكين مدينة إقليمية في شمال الصين. بدأت بكين بالنمو خلال المدة الواقعة بين القرنين العاشر والثالث عشر حينما توسّع شعب الخيتان البدو وشعب جورشن ساكني الغابات وجاؤوا من ما وراء سور الصين العظيم وتوغلوا جنوبًا وجعلوا المدينة عاصمة لسلالاتهم، سلالتي لياو وجين. عندما حوّل قوبلاي خان مدينة دادو إلى عاصمة أسرة يوان المغولية (1279–1368)، حُكمت الصين بأكملها من المركز بكين لأول مرة في تاريخ البلاد. منذ العام 1279 وما بعد، باستثناء فترتين فاصلتين منذ عام 1368 حتى عام 1420 ومنذ عام 1928 وحتى عام 1949، ظلت بكين عاصمة الصين، وكانت مقر السلطة خلال عهد سلالة مينغ (1421–1644) وعهد سلالة تشينغ بزعامة شعب المانشو (1644–1912) وجمهورية الصين في أوائل عهدها (1912–1928)، وحاليًا جمهورية الصين الشعبية (1949–حتى اليوم).

## ما قبل التاريخ

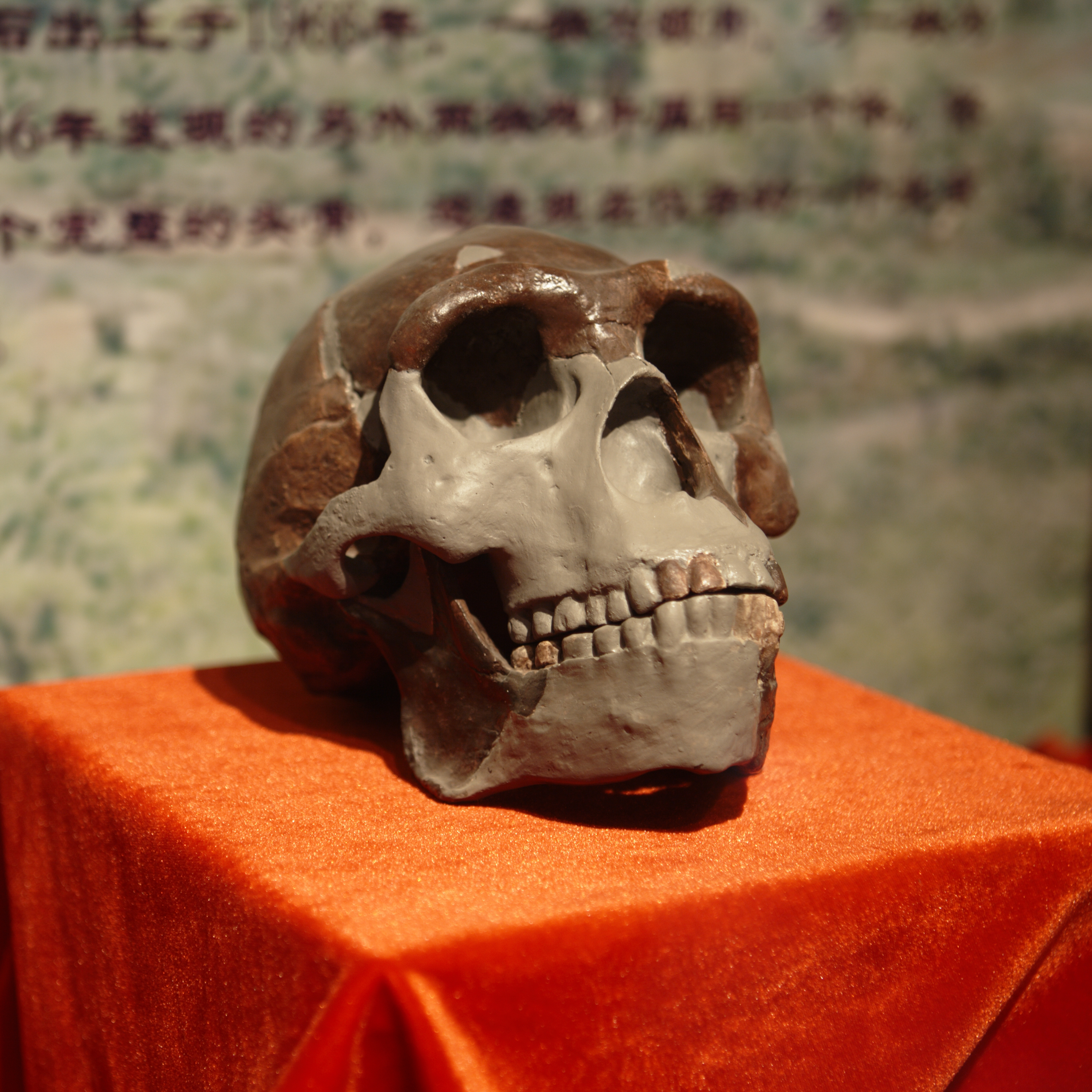
قِناع إنسان بكين (نسخة طبق الأصل) – شاهد على تاريخ بكين القديمة واكتشافات موقع Zhoukoudian

عُثر على أقدم بقايا مساكن القردة العليا المبكرة ضمن إقليم بكين في كهوف داخل هضبة عظم التنين قرب قرية جوكوديان في مدينة فانغشان، حيث عاش هناك إنسان بكين المنتصب منذ 770 ألف إلى 230 ألف سنة. عاش الإنسان العاقل من العصر الحجري القديم في الكهوف تلك منذ نحو 27 ألف إلى 10 آلاف سنة.
في عام 1996، اكتُشف ما يزيد عن 2000 أداة تعود للعصر الحجري وشظايا عظمية في موقع بناء ضمن وانغفوجينغ الواقعة في محافظة دونغتشنغ، قلب وسط مدينة بكين. يعود تاريخ الأدوات إلى 24 ألف وحتى 25 ألف سنة، وهي محفوظة في متحف العصر الحجري في وانغفوجينغ، في القسم السفلي من مجمّع «نيو أورينتال بلازا».
اكتشف علماء الآثار أكثر من 40 مستوطنة تعود للعصر الحجري الحديث ومواقع دفن الموتى على طول الإقليم. أبرز تلك المواقع جوانيان في محافظة هوايرو، دونغولين في محافظة منتوغو، شانغجاي وبينيانتو في محافظة بينغو، جينجيانغينغ في فانغشان، وشياشان في محافظة تشانغبينغ. تشير تلك المواقع إلى انتشار الزراعة في المنطقة منذ 6000 إلى 7000 عام. تشابه الخزفيات الملونة واليشم المزخرف لدى ثقافتي شانغجاي وشياشان تلك التي تعود إلى ثقافة هونغشان البعيدة الواقعة في الشمال.

## التاريخ ما قبل الإمبراطوري
تحيط الأساطير والخرافات بالأحداث الأولى من تاريخ بكين. وقعت معركة بانكوان الملحمية، بناءً على سجلات المؤرخ الكبير للمؤرخ الصيني سيما شيان، خلال القرن السادس والعشرين قبل الميلاد، وربما دارت أحداثها قرب قريتي بانكوان العليا والسفلى في محافظة يانتشينغ على الحافة الشمالية الغربية لإقليم بكين. أدى انتصار الإمبراطور الأصفر على إمبراطور يان في معركة بانكوان إلى توحيد قبيلتي الإمبراطورين، وصعود هواسيا أو الأمة الصينية، والتي هزمت شيو زعيم قبائل لي التسعة في معركة جولو، في مقاطعة جولو على الأرجح، والتي تبعد 75 كيلومترًا غرب يانتشينغ في مقاطعة خبي. فتح هذا الانتصار شمال الصين لتستوطن ذرية الإمبراطور الأصفر والإمبراطور يان.
يعود أول حدث في تاريخ الصين، والموثق بالاكتشافات الأثرية، إلى القرن الحادي عشر قبل الميلاد عندما استحوذت سلالة جو على سلالة شانغ. وفقًا للمؤرخ سيما شيان، تخلّص الملك وو المنتمي لسلالة جو من آخر ملوك شانغ في العام الحادي عشر من حكمه، ومنح الألقاب إلى النبلاء داخل مجال نفوذه، مثل حُكّام دولتي مدينتي جي ويان. وفقَا لكونفوشيوس، حرص الملك وو على تثبيت شرعيته قبل الترجل من عربته، فأطلق على أحفاد الإمبراطور الأصفر لقب حكام جي. ثم نصّب قريبه شي، دوق شاو، ليترأس يان التابعة للإمبراطور. انشغل شي بأمور أخرى وأرسل ابنه الأكبر لتسلّم المنصب. اعتُبر ابنه، واسمه كي، مؤسس دولة يان. تؤكد النقوش والكتابات على الأواني البرونزية تلك الأحداث التي وصفها سيما شيان. على الرغم من أن الأحداث السابقة لعام 841 قبل الميلاد لا تتفق كليًا مع التقويم الغريغوري حتى الآن، لكن الحكومة الصينية تعتمد العام 1045 قبل الميلاد التاريخ الرسمي التقريبي المماثل لتاريخ تلك الحادثة.
يُعتقد أن كرسي جي، أو مدينة جي أو جيتشينغ، يقع في القسم الجنوبي الغربي من مدينة بكين الحضرية في عصرنا الحالي، أي جنوب بوابة غوانغانمين في محافظتي شيتشنغ وفنغتاي. تذكر شهادات تاريخية عديدة «هضبة جي» في الشمال الغربي من المدينة، والتي من المرجح أن تكون التلة الكبيرة في معبد السحاب الأبيض خارج تسيبيانمين، نحو 4 كيلومترات شمال غوانغانمين. استُخدمت بلاطات السقف لبناء القصر، واكتُشفت كميات كبيرة من الآبار المبطنة بالبلاط الحلقي الخزفي.
تموضعت عاصمة يان نحو 45 كيلومترًا جنوب جي، في قرية دونغجيالن في بلدة ليوليخي في محافظة فانغشان، حيث اكتُشفت مستوطنة بأسوارٍ كبيرة وأكثر من 200 قبرٍ للنبلاء. كان مرجل جين البرونزي ذو الأرجل الثلاث أهم قطعة أثرية اكتُشفت في موقع ليوليخي، وعليها نقوش وكتابات تروي رحلة جين، الذي أرسله جي كي لإيصال دفعة من الأغذية والمشروبات إلى والده، جي شي، في العاصمة. أُعجب الوالد بشدة ومنح جين صدف الوَدَع لتسديد ثمن صنع مرجل شرفي لتخليد ذكرى هذه الحادثة. وهكذا، تؤكد تلك النقوش تعيين قريب الملك جو في يان وموقع عاصمة يان.
تموضعت يان وجي على طول طريق تجاري بين الشمال والجنوب على طول الخاصرة الشرقية لجبال تايهانغ، من السهل الأوسط إلى السهوب الشمالية. كانت جي، الواقعة شمال نهر يونغدينغ، نقطة استراحة ملائمة لقوافل التجارة. من هناك، يتباعد الطريق المؤدي إلى الشمال الغربي عبر الممرات الجبلية عن الطريق المؤدي إلى الشمال الشرقي. امتلكت جي أيضًا مخزونًا ثابتًا من المياه عبر بركة لوتس المجاورة، والتي لا تزال موجودة إلى يومنا هذا جنوب محطة سكك حديد بكين الغربية. اعتمدت مستوطنة ليولخي على التدفق الموسمي لنهر ليولي بشكل أكبر. في زمنٍ ما خلال عهد سلالة جو الغربية أو سلالة جو الشرقية المبكرة، احتلت يان مدينة جي ونقلت عاصمتها إلى الأخيرة، فبقي اسمها جيتشينغ أو مدينة جي حتى القرن الثاني ميلادي. عُرفت مدينة بكين أيضًا باسم يانجينغ، أو «عاصمة يان»، بسبب ارتباطها التاريخي بدول يان.
استمرت دولة يان بالتوسع حتى أصبحت إحدى الدول السبعة الكبرى خلال حقبة الممالك المتحاربة (473–221 قبل الميلاد). امتدت حدودها من النهر الأصفر إلى نهر يالو. واجهت دولة يان، كالحكام اللاحقين لبكين أيضًا، خطر غزوات قبائل شانرونغ الرحل، فبنت تحصينات مسورة على طول الجبهة الشمالية. تعود بقايا أسوار يان في محافظة تشانغبينغ إلى العام 283 قبل الميلاد. تسبق تلك الأسوار سور مينغ العظيم والشهير في بكين بأكثر من 1500 عام.
في عام 226 قبل الميلاد، سقطت مدينة جي بيد دولة شين الغازية، واضطرت دولة يان إلى نقل عاصمتها إلى لياودونغ. أنهت سلالة شين دولة يان في نهاية المطاف عام 222 قبل الميلاد. في العام التالي، نصّب زعيم سلالة شين نفسه الإمبراطور الأول بعدما غزا واحتل جميع الدول الأخرى.